# Ледор (Ајдахо)
Ледор (енгл. Leadore) град је у америчкој савезној држави Ајдахо.

## Демографија
По попису из 2010. године број становника је 105, што је 15 (16,7%) становника више него 2000. године.
| Група             | 2000.       | 2010.        |
| Белци             | 90 (100,0%) | 105 (100,0%) |
| Афроамериканци    | 0 (0,0%)    | 0 (0,0%)     |
| Азијати           | 0 (0,0%)    | 0 (0,0%)     |
| Хиспаноамериканци | 0 (0,0%)    | 0 (0,0%)     |
| Укупно            | 90          | 105          |